# Antonio Moreno Ferrer
Antonio Moreno Ferrer (Vélez-Málaga, 7 de enero de 1950) es un político español que fue alcalde del municipio español de Vélez-Málaga entre 2015 y 2023.

## Biografía
Está casado y es padre de dos hijos, durante mucho tiempo trabajó como técnico de gestión en el Patronato de Recaudación Provincial de Vélez-Málaga.

### Trayectoria política
Fue concejal de Deportes en el Ayuntamiento de Vélez-Málaga durante 1983-1987 y de Economía y Hacienda durante 1999-2003. También fue delegado provincial de Agricultura y Pesca de la Junta de Andalucía desde 2004 hasta el 2010.

### Alcalde de Vélez-Málaga (2015-2023)
El 13 de junio de 2015, fue investido alcalde de Vélez-Málaga con el apoyo de los 8 concejales del PSOE, los 2 del PA, los 2 del GIPMTM y los 2 de IU(este último no entró en el gobierno municipal). El 11 de noviembre de 2017 fue elegido secretario general del PSOE de Vélez-Málaga, tras obtener 210 de los 290 votos, el 68% de los mismos.
El 29 de marzo de 2019, fue presentado como candidato del PSOE en Vélez-Málaga a las elecciones municipales de 2019. Siendo el 15 de junio de 2019, reelegido alcalde de Vélez-Málaga con el apoyo de los 7 concejales del PSOE y los 7 del GIPMTM. 
El 16 de junio de 2023 pierde la alcaldía de Vélez-Málaga debido al pacto entre el PP, partido político que tuvo la mayoría de los votos, y el GIPMTM tras las elecciones municipales el 28M de 2023.